# Campionati oceaniani di badminton 2016
I Campionati oceaniani di badminton 2016 si sono svolti a Papeete, nella Polinesia Francese, dal 25 al 28 aprile 2016. È stata l'11ª edizione del torneo, organizzato dalla Badminton Oceania.

## Podi
| Evento              | Oro                             | Argento                         | Bronzo                           |
| Singolare maschile  | Ashwant Gobinathan              | Remi Rossi                      | Anthony Joe                      |
| Singolare maschile  | Ashwant Gobinathan              | Remi Rossi                      | Nathan Tang                      |
| Singolare femminile | Wendy Chen Hsuan-yu             | Joy Lai                         | Tiffany Ho                       |
| Singolare femminile | Wendy Chen Hsuan-yu             | Joy Lai                         | Jennifer Tam                     |
| Doppio maschile     | Matthew Chau / Sawan Serasinghe | Leo Cucuel / Remi Rossi         | Daniel Fan Simon Wing Hang Leung |
| Doppio maschile     | Matthew Chau / Sawan Serasinghe | Leo Cucuel / Remi Rossi         | Anthony Joe Pit Seng Low         |
| Doppio femminile    | Tiffany Ho / Jennifer Tam       | Gronya Somerville / Melinda Sun | Aurelie Boutin Chloé Segrestan   |
| Doppio femminile    | Tiffany Ho / Jennifer Tam       | Gronya Somerville / Melinda Sun | Miriau Prununosa Julie Segrestan |
| Doppio misto        | Robin Middleton Leanne Choo     | Anthony Joe Joy Lai             | Leo Cucuel Aurelie Boutin        |
| Doppio misto        | Robin Middleton Leanne Choo     | Anthony Joe Joy Lai             | Simon Wing Hang Leung Tiffany Ho |

## Medagliere
| Pos.   | Paese              | Oro | Argento | Bronzo | Totale |
| ------ | ------------------ | --- | ------- | ------ | ------ |
| 1      | Australia          | 5   | 4       | 7      | 16     |
| 2      | Polinesia francese | 0   | 1       | 3      | 4      |
| Totale | Totale             | 5   | 5       | 10     | 25     |